# Tetragnatha serra
Tetragnatha serra este o specie de păianjeni din genul Tetragnatha, familia Tetragnathidae, descrisă de Doleschall, 1857. Conform Catalogue of Life specia Tetragnatha serra nu are subspecii cunoscute.